# سوزان دوگان
سوزان دوگان (انگلیسی: Susan Dougan؛ زادهٔ ۳ مارس ۱۹۵۵) فرماندار کل سنت وینسنت و گرنادین‌ها از ۱ اوت ۲۰۱۹ است. او اولین زنی است که در تاریخ این کشور به این مقام می‌رسد.